# Le Prince Jean (film, 1929)
Pour les articles homonymes, voir Le Prince Jean.
Pour plus de détails, voir Fiche technique et Distribution.
Le Prince Jean est un film français réalisé par René Hervil, sorti en 1929.

## Fiche technique
- Titre : Le Prince Jean
- Réalisation : René Hervil
- Scénario : d'après la pièce de Charles Méré
- Photographie : Maurice Arnou et Julien Ring
- Société de production : Société des cinéromans - Les Films de France
- Pays de production :  France
- Langue : film muet avec les intertitres en français
- Métrage : 2 250 mètres
- Format : Noir et blanc — 35 mm — 1,33:1 — Muet
- Durée : 75 minutes (1 h 15)
- Date de sortie : 
  - France : 22 février 1929

## Distribution
- Renée Héribel : Claire d'Arlon
- Lucien Dalsace : le prince Jean d'Axel
- Paul Guidé : Robert d'Arnheim
- Simone Montalet : Mme de Grivelles
- André Dubosc : le comte de Wavre